# Jigme Norbu
Jigme Norbu foi um Desi Druk do Reino do Butão (reinou em Thimphu), entre 1850 e 1852. Foi antecedido no trono por Wangchuk Gyalpo, tendo-lhe seguido Chagpa Sangye.